# Michele Soavi
Michele Soavi, por vezes conhecido como Michael Soavi (nascido a 3 de Julho de 1957), é um produtor cinematográfico italiano.

## Career
Michele Soavi nasceu em Milão. Enquanto adolescente, Soavi participou em aulas de arte criativa e desenvolveu um talento enquanto actor. Teve aulas de arte dramática na Milan's Fersen Studios, mas o seu grande talento era trabalhar atrás da câmara. A carreira de direcção de Soavi começou quando lhe foi oferecido um trabalho de director assistente de Marco Modugno, depois de aparecer como figurante no filme de 1979 de Modugno, Bambule. Soavi continuou a actuar em filmes como Alien 2 on Earth e no filme de Lucio Fulci, City of the Living Death, e serviu como director assistente de Aristide Massacessi (Joe D'Amato), e ocasionalmente apareceu em pequenas partes de alguns filmes de D'Amato. Soavi mais tarde arriscou sozinho quando começou a sua colaboração com o famoso director de filmes de terror Dario Argento, que o usou como segundo director assistente no filme Tenebrae. Soavi continuou a trabalhar com Argento durante vários anos; com o seu primeiro crédito como director a ser o documentário Dario Argento's World of Horror, seguido de uma promoção pop para Bill Wyman. Ele dirigiu o seu primeiro filme em 1987, Stage Fright, para o produtor Joe D'Amato. Trabalhou como director assistente para Terry Gilliam em The Adventures of Baron Munchausen em 1988, e seguiu-se o seu segundo filme enquanto director, La Chiesa (A Igreja - 1989). O seu terceiro filme, The Sect (também conhecido como The Devil's Daughter), seguiu-se em 1990.
Soavi foi creditado como tendo quase sozinho, continuado as tradições dos filmes de terror italianos dos anos 90, dirigindo a aclamada história de amor zombie Dellamorte Dellamore (também conhecido como Cemetery Man). O filme foi baseado no romance de Tiziano Sclavi do mesmo nome, e o autor também era conhecido por ser o criador do livro italiano de sucesso, Dylan Dog, e Dellamorte Dellamore teve Rupert Everett como personagem principal. Soavi retirou-se da indústria cinematográfica a meio dos anos 90 para tomar conta do seu filho doente, e recentemente, começou a trabalhar novamente na televisão italiana.
Em 2008, foi anunciado que Soavi trabalhava num novo filme, The Catacombs Club.

## Filmografia

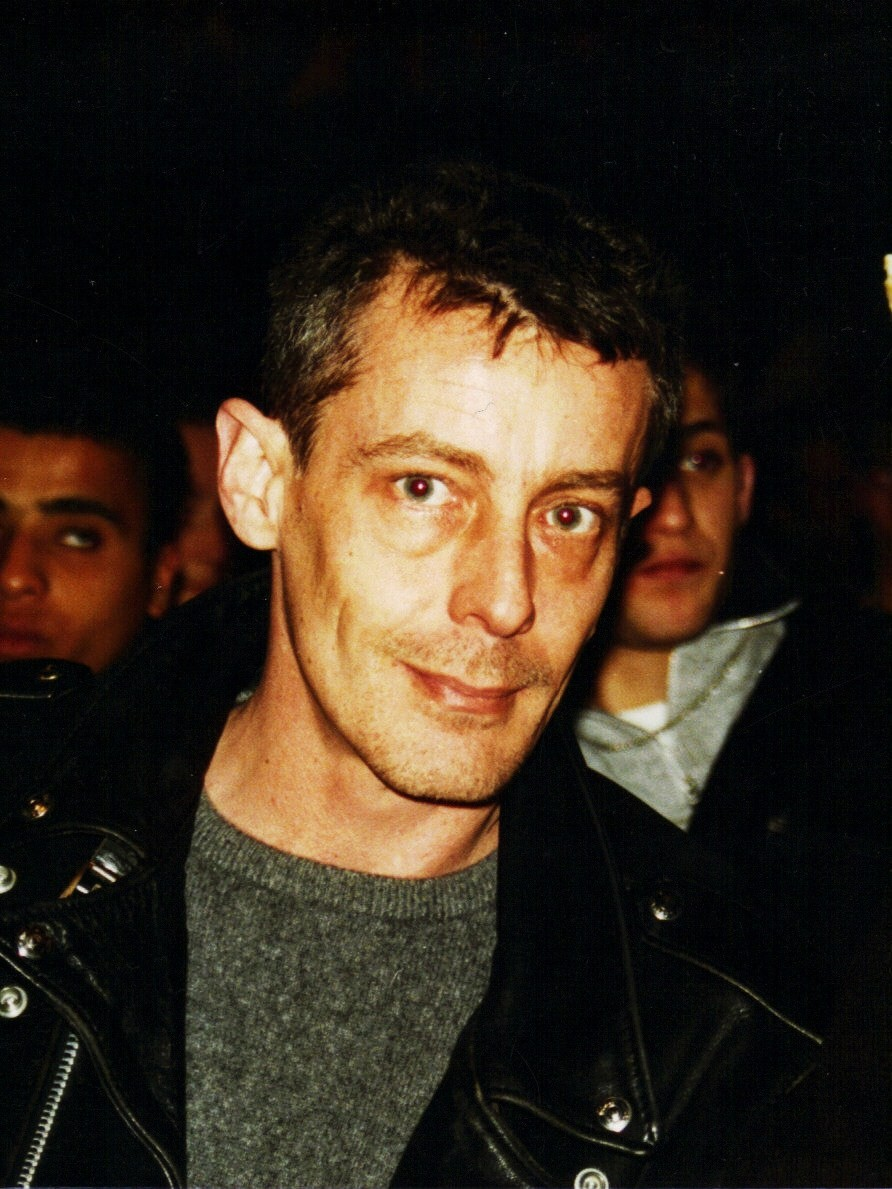
Soavi em 1994.

### Como director
- Dario Argento's World of Horror (1985) documentário
- Stage Fright (1987)
- The Church (1989) também conhecido como Demons 3
- The Sect (1991) também conhecido como The Devil's Daughter ou Demons 4
- Cemetery Man (1994)  também conhecido como Dellamorte Dellamore
- St. Francis (2002)
- The Goodbye Kiss (2006)
- Blood of the Losers (2008)

### Como director assistente/Segundo director
- 2020 Texas Gladiators (1982)
- Tenebrae (1982)
- A Blade in the Dark (1983 - actor)
- Endgame (1983)
- Blastfighter (1984)
- Phenomena (1985 - também actor)
- Demons (1985)
- Opera (1987)
- The Adventures of Baron Munchausen (1988)
- Os Irmãos Grimm (2005)

### Como actor apenas
Soavi fez papéis em todos os filmes que dirigiu e assistiu antes de 2000. Também actuou, sem crédito, em vários outros filmes de outros directores de horror italianos.
- The Greatest Battle (1978)
- Little Lips (1978)
- Alien Volta a Atacar (também conhecido como Alien 2: On Earth) (1980)
- City of the Living Dead (também conhecido como The Gates Of Hell) (1980)
- Day of the Cobra (1980)
- Absurd (também conhecido como Anthropophagus 2) (1981)
- Caligula II: The Untold Story (1982)
- The New York Ripper (1982)
- The Atlantis Interceptors (também conhecido como Atlantis Inferno) (1983)
- Dèmoni (1985) também conhecido como Demons
- The Black Cat (1989) também conhecido como De Profundis ou Demons 6